# Čanáb
Čanáb, Čenáb nebo Čináb (hindsky चनाब, Čanāb, paňdžábsky ਚਨਾਬ, چناب, Čanāb, urdsky چناب, Čanāb, anglicky Chenab River) je řeka v Indii (státy Himáčalpradéš, Džammú a Kašmír) a v Pákistánu (Paňdžáb). Je 1100 km dlouhá. Povodí má rozlohu 138 000 km².

## Průběh toku
Vzniká soutokem řek Čandra a Bhág, které vytékají z ledovců každá z jiné strany průsmyku Baralacha La (4883 m) v Paňdžábském Himálaji. Nakonec se u Tandipulu obě řeky spojí a vytvoří Čanáb, který je zpočátku (na území Himáčalpradéše) znám také pod názvem Čandrabhág. Teče hlubokou dolinou asi 200 km k severozápadu, přičemž odděluje pohoří Pír Pandžál na jihu od Velkého Himálaje na severu. Již na území Džammú a Kašmíru se v ostrém úhlu stáčí k jihu, protéká Kištvárem, pak znova upravuje směr na západní až jihozápadní a postupně si proráží cestu Pír Pandžálem do nížin Paňdžábu. V Pákistánu přibírá důležité přítoky Dželam a Ravi. Ústí do Satladže, od soutoku dále se řeka nazývá Pandžnad a směřuje k ústí do Indu.

### Přítoky
- zprava — Džihlam
- zleva — Ráví, Satladž

## Vodní stav
Zdrojem vody je především tající sníh a ledovce, ale také monzunové deště, zvláště v létě. Vysoký vodní stav je od června do října a nízký v zimě. Průměrný průtok při odtoku z hor činí 890 m³/s, níže se pak zmenšuje, v důsledku odebírání vody do zavlažovacích kanálů.

## Využití
Zavlažuje se přibližně 2 000 km². Dolina řeky je hustě osídlena. Leží zde města Vazirabád, Činiot, Multán. K důležitým sídlům podél řeky v Džammú patří Kištvár, Dóda a Rjásí. Indie je Pákistánem kritizována za to, že na Čanábu buduje četné přehrady a při jejich napouštění zadržuje vodu, kterou potřebují pákistánští zemědělci na zavlažování.